# Villa Oliva
Villa Oliva es un municipio y localidad paraguaya situada al norte del departamento de Ñeembucú. Está ubicada a unos 120 km de Asunción y tiene una población de 3 377 habitantes según datos oficiales del censo paraguayo de 2022. La actividad económica de los pobladores es la pesca.

## Turismo
Villa Oliva posee varios atractivos turísticos, a menos de una hora de viaje de Villeta se puede acceder fácilmente ya que, para llegar a la ciudad, el camino se encuentra disponible y completamente asfaltado.
- Lugares de pesca: Puerto Paraíso es una pequeña comunidad del distrito de Villa Oliva,  en la cual sus habitantes en su mayoría se dedican a la pesca y al turismo, la peculiaridad de este pueblo es que existe mayor cantidad de botes que casas. En la zona se puede alquilar botes y existen bajaderos para lanchas lugar tranquilo y acogedor.
- Estanzuela, otra comunidad perteneciente a villa Oliva: su población exclusivamente se dedica a la ganadería y existe una zona en la cual se realiza plantación de eucaliptos. Abarca una zona de los humedales del Ypoá.
- Yybypohyi: Otra comunidad del distrito que se dedica a la pequeña ganadería.
- San Juan: Su principal actividad es la ganadería.
- Zanjita: Es otro distrito de Villa Oliva, ésta  comunidad, es la segunda en proporción de habitantes, después de Villa Oliva Pueblo. Sobre la ribera del Río Paraguay, de índole también turística y sobre todo, en la pesca.

## Accesibilidad
Su principal vía de acceso es el tramo que une las ciudades de Villeta y Alberdi, la cual está completamente asfaltada.